# J・A・サージェント
J・A・サージェント（James Alexander Sargeant、1903年10月13日 - 1962年11月7日）は、来日英国人教師。
イギリス・ランカスター出身。ケンブリッジ大学卒。
1934年（昭和9年）、江田島海軍兵学校の英語講師にスカウトされ来日。後に東京大学、早稲田大学、東京外国語大学、東京商船大学などの講師も勤める。 東京外国語大学名誉教授小川芳男と多くの共著を出版した。
1952年（昭和27年）より朝日イブニングニュースの語学学習欄にて「ブラッシュ・ユーア・イングリッシュ」、スポーツ欄にて「私の見た相撲」を連載していた。墓所は染井霊園。

## 著書（共著）
- 『基礎英語講座』（小川芳男）開発社、1948年
- 『英作文入門』（小川芳男）旺文社、1948年
- 『英語入門』（小川芳男）旺文社、1948年
- 『英文手紙の書き方』（小川芳男）旺文社、1949年
- 『英文法入門』（小川芳男）日本放送出版協会、1950年
- 『米英会話入門』（小川芳男）旺文社、1952年
- 『Everyday English, 1～3』（Tamihei Iwasaki, Masami Nishikawa）中教出版、1954年2月
- 『米英会話入門』（J・B・ハリス、小川芳男）旺文社、1954年
- 『英文手紙の書き方』（小川芳男）旺文社、1954年
- 『日米会話必携』（J・B・ハリス、須藤兼吉）旺文社、1955年
- 『よい英文の作り方：学生の陥りやすい誤文の指摘』北星堂書店、1956年1月
- 『相撲（Sumo: the sport and the tradition）』C・E・Tuttle出版、1959年
- 『系統的英米会話』（須藤兼吉）旺文社、1960年1月
- 『日米会話必携』（J・B・ハリス、須藤兼吉）旺文社、1961年
- 『英文手紙の書き方』（小川芳男）旺文社、1961年

## 参考
- 東京大学総合図書館所蔵「東京大学傭外国人教師・講師履歴書」